# Siergiej Iwanow (kolarz)
Siergiej Walerjewicz Iwanow (ros. Сергей Валерьевич Иванов; ur. 5 marca 1975 w Czelabińsku) – rosyjski kolarz szosowy startujący wśród zawodowców od 1997 roku, etapowy zwycięzca w Tour de France, zwycięzca Tour de Pologne. Jest pięciokrotnym zdobywcą tytułu Mistrza Rosji ze startu wspólnego.
Największym sukcesem rosyjskiego kolarza jest zwycięstwo w klasyku Amstel Gold Race, zaliczanym do ProTour 2009 oraz wygrany etap w Tour de France osiem lat wcześniej.

## Najważniejsze zwycięstwa
- 1995 – Tour de Hongrie
- 1996 – dwa etapy w Tour de l’Avenir
- 1998 – Tour de Pologne, mistrzostwo Rosji, Halle–Ingooigem
- 1999 – mistrzostwo Rosji
- 2000 – E3 Prijs Vlaanderen, mistrzostwo Rosji
- 2001 – etap w Tour de France, etap w Tour de Suisse
- 2002 – Trofeo Luis Puig, etap w Eneco Tour
- 2003 – etap w Tour de Luxembourg
- 2005 – mistrzostwo Rosji, etap w Tour of Britain
- 2008 – mistrzostwo Rosji
- 2009 – Amstel Gold Race, etap w Tour de Belgique, mistrzostwo Rosji, etap w Tour de France